# Porto Santo Line
A Porto Santo Line é uma companhia armadora portuguesa, responsável pelo transporte marítimo de passageiros e mercadorias entre a ilha da Madeira e a ilha do Porto Santo, efetuada pelo seu único navio, o Lobo Marinho.

## História
Em outubro de 1995, a Porto Santo Line ganhou, através de concurso público, a concessão da linha marítima, para o transporte regular de passageiros e mercadorias, entre a ilha da Madeira e o Porto Santo. Em junho de 1996, a fim de realizar este serviço foi adquirido o navio Lobo Marinho I, assim chamado em homenagem ao seu homónimo, um mamífero da família das focas nidificantes no arquipélago da Madeira que se encontra em risco de extinção. A viagem inaugural ocorreu a 8 de junho de 1996.
Em junho de 2003 chegou o novo navio, nomeado Lobo Marinho, que vem substituir o anterior tornando as viagens mais cómodas, seguras e rápidas.